# Naujamiestis, Vilnius
Naujamiestis är en stadsdel i Litauens huvudstad Vilnius. Antalet invånare är 23 232.